# FC 엥캄
FC 엥캄(카탈루냐어: FC Encamp)은 엥캄을 연고로 하는 안도라의 축구 클럽이다. 현재는 프리메라 디비지오에 참가하고 있다.

## 성적
- 프리메라 디비지오 2회 우승 (1995-96, 2001-02), 1회 준우승 (2002-03)
- 코파 콘스티투시오 1회 준우승 (2000)
- 세고나 디비지오 3회 우승 (2005-06, 2008-09, 2011-12)

## 선수 명단

### 현역
참고: FIFA 자격 규정에 따라 소속된 국가대표팀 국기를 표시합니다. 선수는 복수의 FIFA 비회원국 국적을 가지고 있을 수 있습니다.
| 번호 | 포지션 | 국적 | 이름 |
| ---- | ------ | ---- | ---- |

| 번호 | 포지션 | 국적 | 이름 |
| ---- | ------ | ---- | ---- |

## 역대 감독
| 감독          | 임기   |
| ------------- | ------ |
| 레오넬 간세도 | 2018 ~ |